# Rački Vrh
Rački Vrh este o localitate din comuna Radenci, Slovenia, cu o populație de 77 de locuitori.